# Faafu

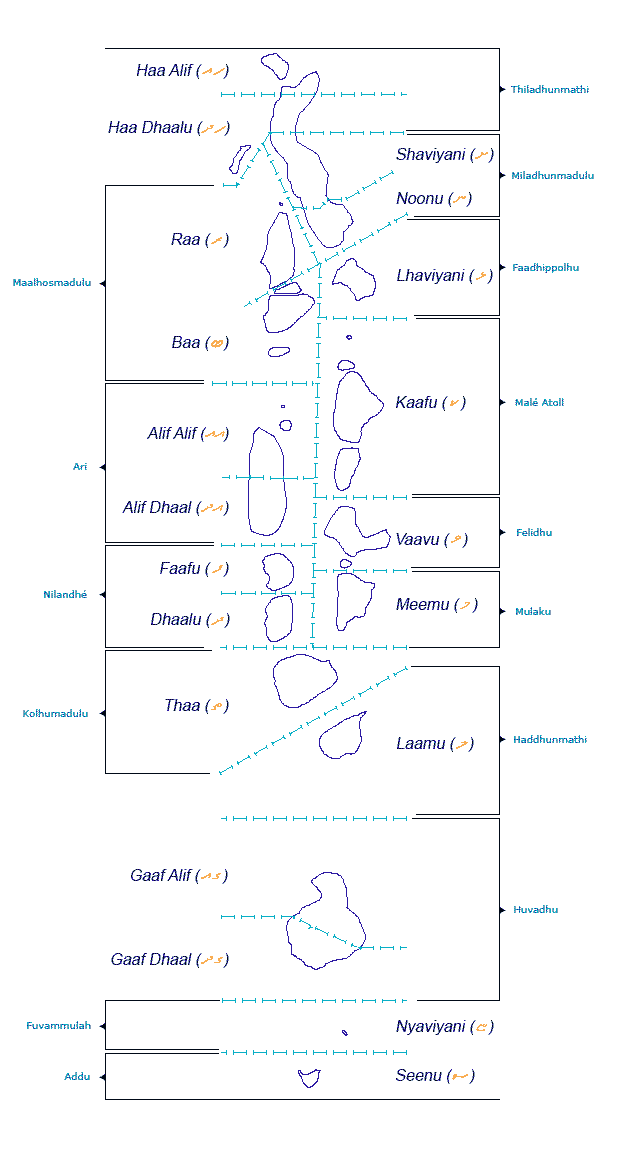
Podział administracyjny Malediwów

Faafu – atol administracyjny, jedna z 21 jednostek administracyjnych Malediwów. Oficjalna nazwa to: Nilandhe Atholhu Uthuruburi.

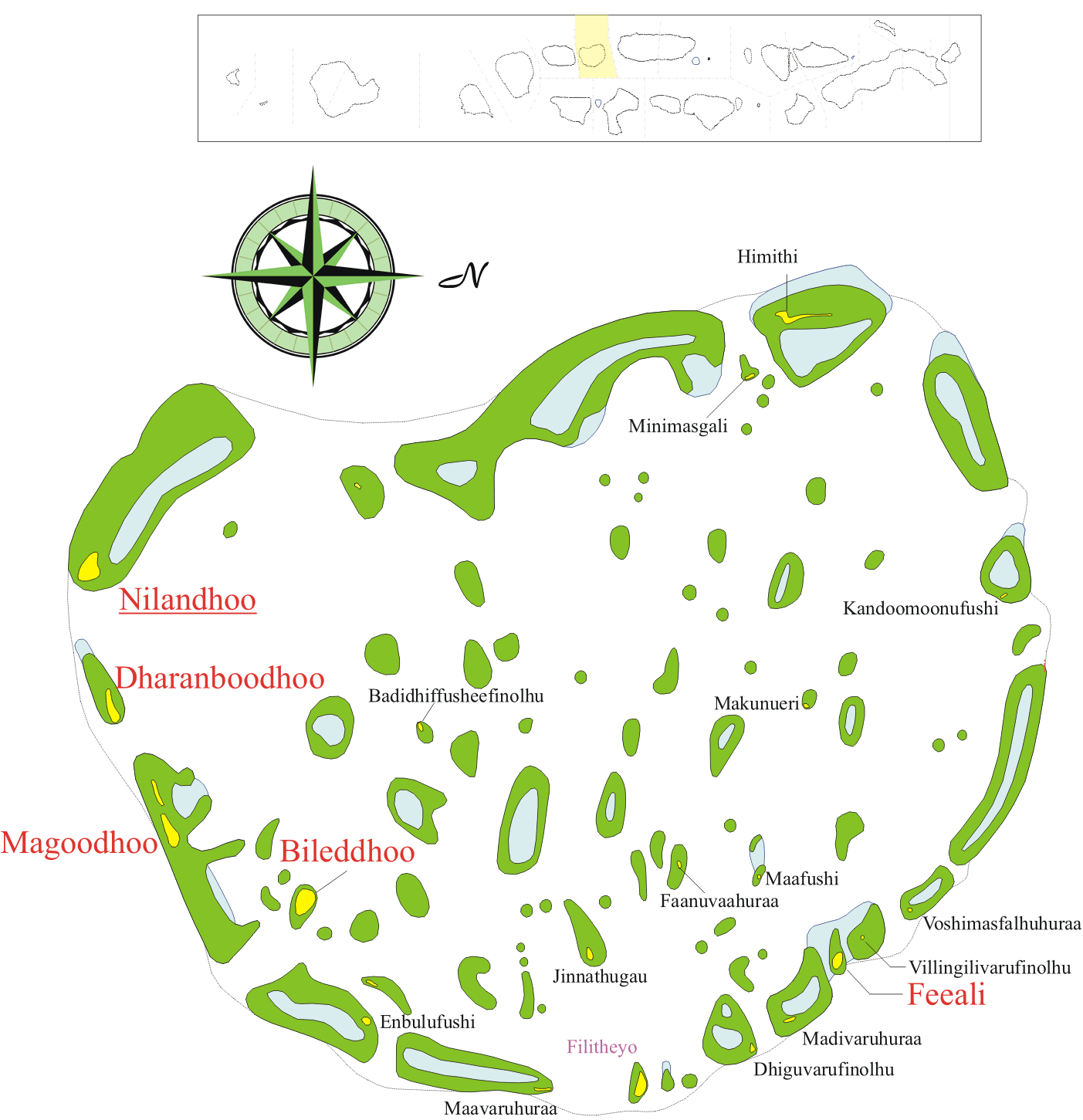
Faafu

Obejmuje swym terytorium atol Nilandhe Uthuruburi, a jego stolicą jest Nilandhoo. W 2006 zamieszkiwało tutaj 3765 osób.